# Licania minutiflora
Licania minutiflora là một loài thực vật có hoa trong họ Cám. Loài này được (Sagot) Fritsch mô tả khoa học đầu tiên năm 1889.